# Хлорпромазин
Хлорпромазин (торговые названия: «Аминазин», «Ларгактил», «Thorazine», «Megaphen» (был единственным доступным препаратом хлорпромазина в Германии, но был изъят из рынка без замены) и др.) — первый нейролептик, синтезированный в 1950 году химиком Полем Шарпантье в компании Rhône-Poulenc., относится к антипсихотикам первого поколения, известным как типичные нейролептики. Является алифатическим производным фенотиазина.
Аминазин входит в перечень жизненно необходимых и важнейших лекарственных препаратов.

## История

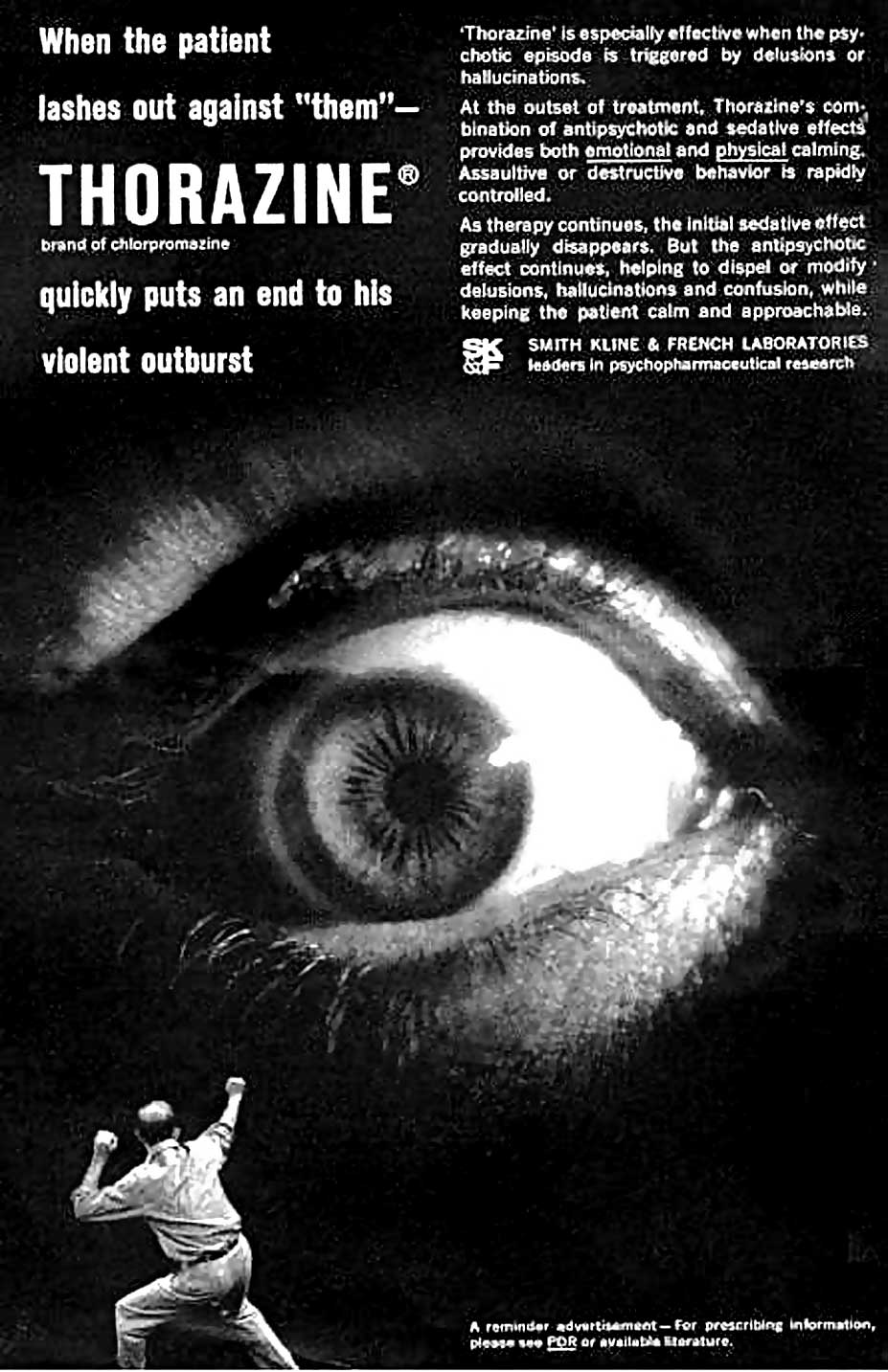
Реклама Торазина (торговое название хлорпромазина в США)

Хлорпромазин был синтезирован в декабре 1950, как средство, предназначенное для борьбы с послеоперационным шоком. Но новому веществу нашли более широкое применение. 13 октября 1951 года появилась первая статья, в которой публично упоминался хлорпромазин. Анри Лаборит сообщил о применении вещества для «искусственной гибернации», в хирургии. В сочетании с операционным наркозом препарат продлевал его действие, вдобавок приводил к снижению температуры тела пациента до 28–30°С. Вместе с такими эффектами вещество обладало успокоительным, противосудорожным и противорвотным действием. Оно было выпущено на рынок в 1952 году под торговым названием Ларгактил (от англ. large — широкий). Психиатр Фрэнк Айд провел первые испытания на 24-х летним «буйнопомешанном» с диагнозом «шизофрения», после трёхнедельного курса препарата, он стал тихим и покладистым и его выписали домой. Айд начал широко применять в США хлорпромазин в качестве успокаивающего, исследуя его действие и побочные эффекты. Айд сумел добиться разрешения от FDA на применение препарата при шизофрении. Только за 1955 год американская фирма SKF продала «Thorazine» на 75 миллионов долларов.
Хлорпромазин является исторически первым антипсихотиком в мировой психиатрии. Несмотря на появление новых многочисленных нейролептических препаратов, он ещё продолжает применяться в российской медицинской практике. Также он послужил прототипом для синтеза других фенотиазиновых нейролептиков, в частности алифатических производных (алимемазин, левомепромазина, промазина, трифлуоперазина), производных пиперазина (галоперидол, флуфеназина), производных пиперидина (тиоридазин, перициазин, пипотиазин), антидепрессанта (фторацизин) и противопаркинсонического препарата (динезин).
В странах ЕС (Германии, Дании, Швеции и т. д.) его применение де-факто прекращено с середины 1990-х годов из-за высокой нейротоксичности и огромного числа побочных эффектов.

## Фармакологическое действие
Вследствие блокады различных нейромедиаторных рецепторов спектр действия хлорпромазина очень широк.
Обладает низким антипсихотическим, сильным седативным, антидопаминергическим, антиадренергическим, антигистаминным, ганглиоблокирующим, антихолинергическим действием. Особенностью действия хлорпромазина при состояниях возбуждения по сравнению с другими нейролептиками является выраженный седативный эффект. Сильный седативный эффект хлорпромазина является следствием блокады гистаминовых рецепторов H1. Сильно выражено центральное адренолитическое действие. Блокируя постсинаптические рецепторы дофамина пособляет купировать или ослаблять некоторые симптомы, такие как психомоторное возбуждение, бред, слуховые галлюцинации (когда слышатся несуществующие голоса), страх, тревогу. Аминазин является антипсихотиком с низкой активностью, который в основном вызывает неневрологические побочные эффекты.
Нарастающая с увеличением дозы хлорпромазина общая седация сопровождается угнетением условнорефлекторной деятельности и прежде всего двигательно-оборонительных рефлексов, уменьшением спонтанной двигательной активности и некоторым расслаблением скелетной мускулатуры; наступает состояние пониженной реактивности к эндогенным и экзогенным стимулам; сознание, однако, сохраняется. При больших дозах пациента может одолеть медикаментозный сон. Хлорпромазин угнетает различные интероцептивные рефлексы.
Действие противосудорожных средств под влиянием хлорпромазина усиливается, но в некоторых случаях хлорпромазин сам может вызывать судорожные явления.
Хлорпромазин оказывает гипотермическое действие, особенно при искусственном охлаждении организма. В отдельных случаях у больных при парентеральном введении препарата температура тела повышается, что связано с влиянием на центры терморегуляции и частично с местным раздражающим действием.
Гипергликемический эффект адреналина хлорпромазином не снимается. Препарат оказывает сильное каталептогенное действие.
Артериальное давление (систолическое и диастолическое) под влиянием хлорпромазина понижается, часто развивается тахикардия.

## Применение

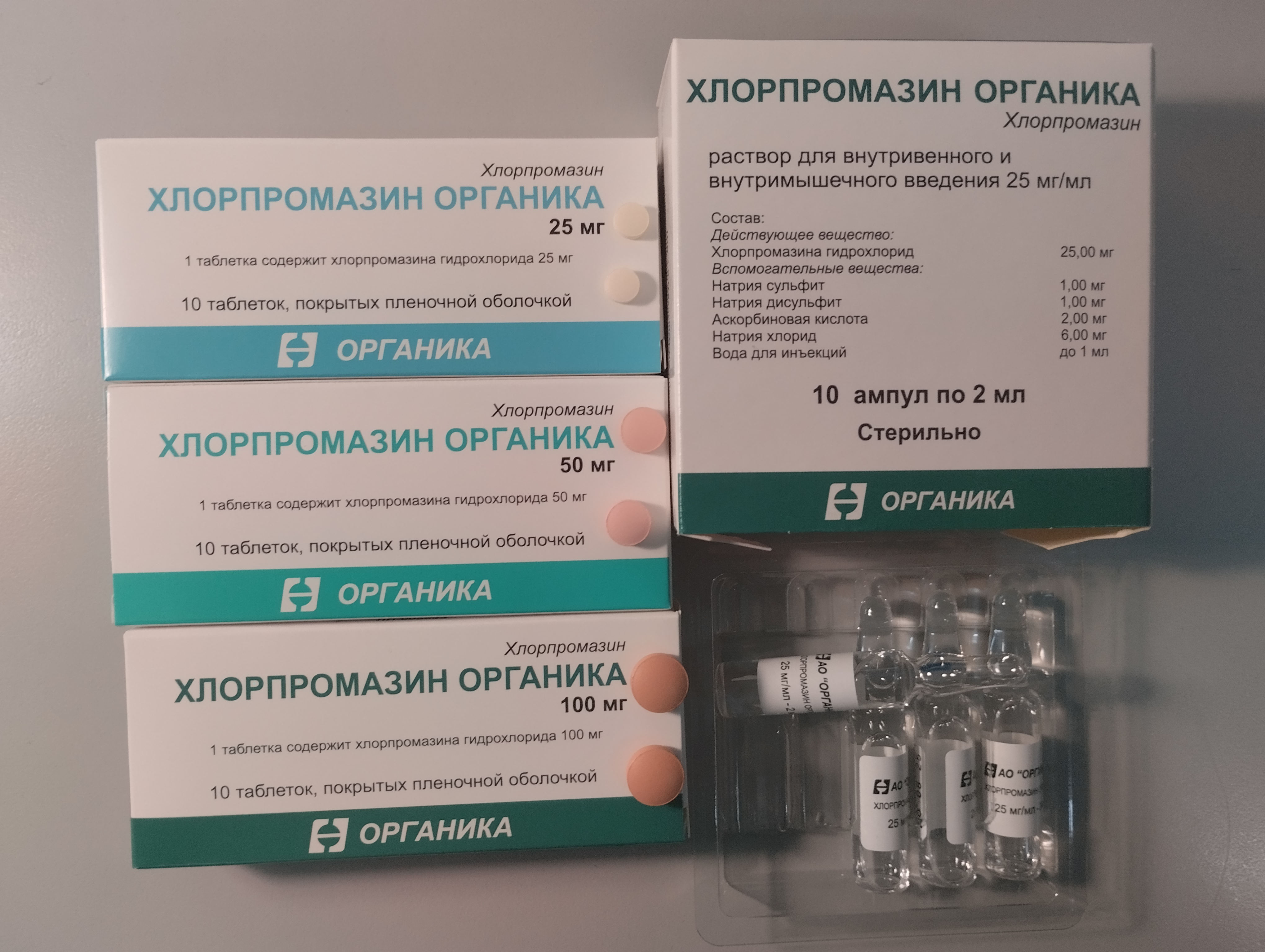
Хлорпромазин в форме таблеток с различной дозой действующего вещества и в форме раствора в ампулах

Аминазин относится к так называемым нейроплегическим веществам. В психиатрической практике аминазин применяют для подавления нервного возбуждения при купировании симптомов некоторых психических расстройств.
При шизофрении; при биполярном расстройстве; для лечения серьезных поведенческих проблем у детей (от 1 года до 12 лет), характеризующихся агрессивным и/или взрывоопасным гипервозбудимым поведением (непропорциональным непосредственным провокациям), а также для краткосрочного лечения гиперактивных детей, проявляющих чрезмерную двигательную активность с сопутствующими расстройствами поведения, состоящими из некоторых или всех следующих факторов: следующие симптомы: импульсивность, трудности с удержанием внимания, агрессивность, лабильность настроения и плохая переносимость фрустрации; при различных хронических галлюцинаторных состояниях, маниакальном возбуждении у больных биполярным аффективным расстройством, при психотических расстройствах у больных эпилепсией, алкогольном психозе, а также при некоторых других психических заболеваниях, сопровождающихся возбуждением, паникой, агрессией.
Возможно применение хлорпромазина как самостоятельно, так и в сочетании с другими психотропными препаратами.
Иногда применяют для купирования эпилептического статуса (при неэффективности других методов лечения). Следует учитывать, что у больных эпилепсией хлорпромазин может вызвать учащение припадков, однако обычно при назначении одновременно с противосудорожными препаратами он усиливает действие последних.
При сочетании снотворных и хлорпромазина наблюдается нежелательное снижение диуреза, зависящее от уменьшения обратного всасывания жидкости канальцевым аппаратом почки.
Хлорпромазин не следует использовать для лечения поведенческих и психологических симптомов деменции.
Использование хлорпромазина у животных, предназначенных для производства пищевых продуктов, в целом запрещено в Европейском Союзе в соответствии с Регламентом ЕС о максимальном уровне остатков фармакологически активных веществ в пищевых продуктах животного происхождения.

## Противопоказания
Противопоказан при тяжёлых депрессивных расстройствах (провоцирует и усугубляет симптомы депрессии), нарушенном сознании вследствие угнетения ЦНС, узкоугольной форме глаукомы, выраженной гипотензии, феохромоцитоме, поражениях печени (цирроз, гепатит, гемолитическая желтуха и др.), почек (нефрит), нарушении функции кроветворных органов, микседеме, прогрессирующих системных заболеваниях головного и спинного мозга, декомпенсированных пороках сердца, тромбоэмболической болезни, а также больным в поздних стадиях бронхоэктатической болезни. Относительными противопоказаниями являются желчнокаменная, мочекаменная болезни, острый пиелит, ревматизм, ревмокардит. При язвенной болезни желудка и двенадцатиперстной кишки не следует назначать хлорпромазин внутрь (вводят внутримышечно). Не назначают хлорпромазин (а также другие фенотиазиновые препараты) лицам, находящимся в коматозном состоянии, в особенности в случаях, связанных с приёмом барбитуратов, алкоголя, наркотиков. Нельзя применять аминазин для купирования возбуждения при острых травмах мозга. Не следует назначать аминазин при беременности и грудном вскармливании.

## Ограничения к применению
Хлорпромазин, видимо по причине его выраженного соматотропного действия, плохо переносят пациенты с неврозами и личностными расстройствами, лица пожилого возраста, соматически ослабленные, больные алкоголизмом, наркоманиями, токсикоманиями.
По возможности следует избегать применения хлорпромазина при инфекционных, соматогенных, интоксикационных, алкогольных (особенно при делирии) психозах, психотических состояниях у наркоманов, токсикоманов. С осторожностью назначают хлорпромазин пациентам с паркинсонизмом, эпилепсией, сахарным диабетом, при сердечно-сосудистых, цереброваскулярных заболеваниях, заболеваниях дыхательной системы, острых инфекциях, почечной и печёночной недостаточности (при тяжёлой почечной и печёночной недостаточности применения хлорпромазина следует избегать), лейкопении в анамнезе (при необъяснимой лихорадке или инфекции нужно проводить анализ крови с подсчётом форменных элементов), гипотиреозе, миастении, гипертрофии предстательной железы, у пожилых людей (в особенности в очень холодную или в очень жаркую погоду).
Во время лечения не следует выполнять работу, требующую быстрой реакции, и употреблять алкогольные напитки.
При возникновении гипертермии приём хлорпромазина следует немедленно отменить из‑за риска развития злокачественного нейролептического синдрома.

## Побочные явления и осложнения
Хлорпромазин — антипсихотический препарат с низкой эффективностью, который в основном вызывает не неврологические побочные эффекты.
Несмотря на то, что хлорпромазин является препаратом низкого действия, существуют проблемные побочные эффекты, известные как нейролептические экстрапирамидные расстройства, такие как «стойкая поздняя дискинезия» (эти симптомы включают непроизвольные повторяющиеся ритмические движения языка, губ, лица и конечностей и могут сохраняться даже после прекращения терапии), острая дистония, акатизия (ощущение внутреннего беспокойства и неспособность оставаться неподвижным, беспокойная ходьба), паркинсонизм. К острой дистонии относятся: ригидность мышц или спазмы мышц головы, шеи и глаз, которые могут начаться через несколько часов после начала приема аминазина. Паркинсоноподобные побочные реакции включают появление тремора, брадикинезию, гипомимию, ригидность, шаркающую походку, что также связано с антидопаминергическим действием. Из-за многочисленных рецепторов, с которыми хлорпромазин может связываться, и, соответственно, разнообразия реакций, которые он может вызвать, он считается «грязным лекарством».
Аминазин вызывает головокружение, задержку мочи, помутнение зрения, запор — блокируя мускариновые рецепторы. У пожилых людей может развиться закрытоугольная глаукома.
Биохимик Альберт Сент-Дьёрдьи в своей книге «Биоэнергетика» (Bioenergetics) а также врач-нарколог и психиатр Александр Данилин утверждают, что аминазин стабильно и, по всей видимости, на всю жизнь изменяет естественные процессы в системах митохондрий нервной системы.
Действие хлорпромазина сопровождается угнетением дыхательного центра и вследствие этого возможны остановки дыхания.
Апатия; гипоксия, ночные кошмары; возбуждение, бессонница, ажитация; головокружение; заложенность носа;  вялость, сонливость и слабость; изменения ЭЭГ, судорожные состояния; антихолинергические побочные эффекты (сухость во рту, запоры, затруднённое мочеиспускание, диплопия); тахикардия, аритмия, изменение ЭКГ; угнетение дыхательного центра; нарушения менструального цикла, галакторея, гинекомастия, импотенция, прибавка массы тела (увеличение массы тела может достигать 10—12 кг за два месяца терапии хлорпромазином); реакции гиперчувствительности (агранулоцитоз, лейкопения, лейкоцитоз, гемолитическая анемия, волчаночноподобный синдром), неясные блуждающие болевые ощущения и парестезии; расстройства терморегуляции (гипотермия, иногда лихорадка), диспепсические и дизурические симптомы; временное снижение и повышение температуры тела; нарушения липидного обмена, сахарный диабет, ишемия миокарда, ожирение, синдром Иценко — Кушинга, гастрит. Углубляет астенические, апато-абулические, депрессивные состояния, может усиливать ипохондрические состояния.
Выделяют несколько фаз действия аминазина, для которых характерны те или иные побочные действия. Первая фаза длится 10—12 часов, сопровождаясь резким учащением пульса, снижением артериального давления вплоть до ортостатического коллапса, иногда лихорадкой, насильственными движениями мышц лица и пояса верхних конечностей, диспепсическими явлениями. Вторая фаза — это фаза адаптации организма, но при длительном применении аминазина на 2—3-й неделе может развиться новая волна побочных эффектов, которые включают в себя как выраженные системные поражения, так и мало дифференцированные общие явления.
Хлорпромазин может значительно снижать артериальное давление, что нередко приводит к кратковременной потере сознания или сосудистому коллапсу. В связи с этим пациенты после инъекции препарата должны находиться в положении лёжа (1½—2 ч). Подниматься следует медленно, не совершая резких движений. Гипотензия может развиться и при пероральном применении хлорпромазина, в особенности у пациентов с гипертензией; хлорпромазин таким пациентам следует назначать в уменьшенных дозах.
Во время терапии аминазином необходимо постоянное медицинское наблюдение из-за возможности развития ортостатического коллапса и угнетения дыхания.
Аминазин оказывает тормозящее влияние на моторику желудочно-кишечного тракта и секрецию желудочного сока, раздражающее действие на слизистую оболочку желудка. Вследствие этого могут возникать жалобы на снижение аппетита, изменение и потерю вкусовых ощущений, жжение в подложечной области. С целью профилактики упомянутых расстройств аминазин рекомендуется принимать после еды и, кроме того, при каждом приёме запивать таблетки небольшой порцией молока. При назначении препарата больным с атонией кишечника и ахилией рекомендуется давать одновременно желудочный сок или соляную кислоту и следить за диетой и функцией желудочно-кишечного тракта.
Применение хлорпромазина может приводить к развитию гиповитаминоза, проявляющегося в виде пеллагроидоподобного синдрома (малиновый язык, частый пенистый стул, апатия, вялость и др.), что требует назначения никотиновой кислоты.
При применении хлорпромазина относительно часто развиваются экстрапирамидные расстройства (нейролептический синдром), выражающиеся в явлениях острой дистонии (как правило, локализованной), нередко сопровождающейся тревожным беспокойством, страхом, подавленностью; паркинсонизма, акатизии, индифферентности, запоздалой реакции на внешние раздражители и других изменениях психики. Могут развиваться поздние дискинезии; возможно развитие злокачественного нейролептического синдрома. Хлорпромазину присуще выраженное каталептогенное действие (способность вызывать «восковую гибкость» — патологически длительное сохранение приданной позы.
У больных неврозами может развиться глубокая депрессия, на фоне которой возникают своеобразные приступы психомоторного возбуждения, иногда с суицидальными попытками. Описаны случаи эпизодического помутнения сознания с дереализацией и деперсонализацией. При маниакальной фазе биполярного аффективного расстройства хлорпромазин вызывает инверсию фазы (развитие депрессии) в 40—50 % случаев.
Для уменьшения явлений депрессии могут применяться психостимуляторы ЦНС (сиднокарб). Неврологические осложнения уменьшаются при понижении дозы; их можно также уменьшить или купировать одновременным назначением циклодола, тропацина или других холинолитических средств, применяемых для лечения паркинсонизма.
Безразличие, индифферентность, сопутствующие экстрапирамидным расстройствам, могут возникать уже в первые дни приёма аминазина. Пациента перестают волновать как внешние события, так и проявления болезни; одновременно наблюдаются сонливость и повышенная утомляемость, замедление речи, заторможенность, снижение двигательной активности. Применение аминазина на протяжении недели усиливает эти эффекты, обуславливая эмоциональную монотонность, полное безразличие, плохое настроение. В течение второй недели происходит стабилизация симптоматики, при длительном применении препарата возникают апатия и депрессия, которые тяжело переносятся пациентами (известны случаи самоубийства пациентов в этих состояниях).
При длительном (1,5—2 года) применении в больших дозах аминазина и других фенотиазинов самым тяжёлым последствием являются психические нарушения, так называемые психофармакотоксические энцефалопатии, сопрягающиеся с неврологическими расстройствами преимущественно экстрапирамидного характера. К выраженным психоорганическим изменениям относится снижение интеллекта с мнестическими нарушениями, колебаниями внимания, эмоциональной неустойчивостью и вспышками тревожного возбуждения.
Аминазин обладает сильным антихолинергическим действием. Помимо сухости во рту, запоров, задержки мочи, тахикардии, расстройств терморегуляции, это действие способно вызывать нарушения аккомодации, расстройство эякуляции, нарушения когнитивных функций: нарушения внимания, памяти, общее торможение ЦНС. Возможно развитие спутанности сознания, а также галлюцинаций, делирия, антихолинергического синдрома.
При лечении аминазином могут наблюдаться побочные явления, связанные с его местным и резорбтивным действием. Попадание растворов аминазина под кожу, на кожу и слизистые оболочки может вызвать раздражение тканей; введение в мышцу часто сопровождается появлением болезненных инфильтратов (которые при длительном лечении достигают больших размеров и медленно рассасываются; в редких случаях на месте инфильтрата возникает некроз тканей с образованием трофической гнойной язвы); при введении в вену возможно повреждение эндотелия. Во избежание этих явлений растворы хлорпромазина следует разводить растворами новокаина, глюкозы, изотонического раствора натрия хлорида.
После приёма хлорпромазина возможны аллергические поражения кожи и слизистых оболочек в виде дерматита, глосситов, конъюнктивитов, отёка Квинке. Аллергические дерматиты развиваются при лечении аминазином очень часто, причём в весенние месяцы их количество резко увеличивается из-за повышения ультрафиолетовой радиации и витаминной недостаточности. Чаще всего при дерматитах поражаются открытые части тела: возникают макулёзные и макулёзно-папулёзные высыпания скарлатино- и кореподобного характера на руках, лице, шее, туловище. Эти высыпания иногда сопровождаются отёчностью кожных покровов, изредка повышением температуры, эозинофилией. Может возникать также генерализованная эритема с зудом или сыпью петехиального характера.
Дерматиты нередко сопровождаются развитием ангионевротического отёка (отёка Квинке), который иногда приобретает особенно выраженный характер и распространяется на лицо, шею, руки, другие части тела. После прекращения терапии хлорпромазином отёк Квинке исчезает постепенно, в течение 1—1,5 недели.
Аллергические реакции на аминазин контактного характера наблюдаются также примерно у 6—7 % медицинских работников. Через 3—4 дня после прекращения контакта с препаратом проявления аллергии исчезают, однако при возобновлении контакта возникают вновь. Нередко контактные дерматиты могут протекать по типу хронической экземы и обостряться при повторном соприкосновении с хлорпромазином, солнечном облучении, действии воды. При переходе контактных дерматитов в затяжное течение возникают лихенификация кожи, болезненные трещины, отёчность кожных покровов.
При применении хлорпромазина возможна также фотосенсибилизация кожи (повышение чувствительности кожи к действию ультрафиолетового или видимого излучений), проявляется легко возникающей эритемой различной интенсивности, иногда выраженными полиморфными высыпаниями в связи с пребыванием на солнечном свету. Вследствие фотосенсибилизации пациенты при длительном пребывании на солнце могут получить тяжёлые солнечные ожоги. Возможно при применении хлорпромазина и развитие контактной сенсибилизации.
Известны случаи пигментации кожи (своеобразная металлически серая и голубая пигментация открытых частей лица и рук). В зарубежной литературе описаны случаи помутнения хрусталика и роговицы после длительного (многолетнего) приёма больших доз препарата (0,5—1,5 г в сутки), а также пигментной ретинопатии. Возникающие у некоторых пациентов, принимающих хлорпромазин, дистрофические изменения в сетчатке в основном захватывают её периферические отделы. Длительное применение хлорпромазина может также приводить к деструкции стекловидного тела. Пациенты, постоянно принимающие хлорпромазин, должны наблюдаться у офтальмолога (при общей продолжительности терапии препаратом свыше 10 лет частота осмотров — 1 раз в 2 года); дозы свыше 800 мг/сут не рекомендуются.
Хлорпромазин оказывает токсическое воздействие на паренхиму печени и аллергизирующее влияние на клетки желчных ходов. В результате развивается аллергическая желтуха, в 4 % случаев со смертельным исходом. В первые годы использования хлорпромазина желтуха отмечалась у каждого двухсотого больного, в дальнейшем частота возникновения этого осложнения неожиданно снизилась до 1:1000. Желтуха возникает в течение первых 1—5 недель лечения (реже — через несколько месяцев после начала терапии) и сопровождается такими симптомами, как общее недомогание, боль в животе, повышение температуры, тошнота и понос, напоминающие гастроэнтерит или инфекционный гепатит; анорексия, зуд, в единичных случаях — преходящие кожные высыпания. Исчезновение желтухи и восстановление функций печени обычно происходит в течение нескольких недель, очень редко это явление может продлиться до 6 месяцев — 1 года. Данное осложнение часто сочетается с другими аллергическими реакциями, сочетается с периферической эозинофилией и инфильтрацией печени эозинофилами. В последующие годы, вплоть до 10 лет, возможно повторное обострение.
Кроме относительно благоприятно протекающих холестатических гепатитов, в очень редких случаях наблюдаются аминазиновые гепатиты с паренхиматозно-некротическим поражением печени и с тяжёлым течением. К поражению печени приводит тяжёлая токсико-аллергическая реакция, протекающая с высокой лихорадкой, нарушением гемодинамики; в некоторых случаях — поражением почек. Характерны кожные проявления — от единичных мелкоточечных высыпаний до сливной генерализованной пятнисто-папулёзной сыпи, сопровождающейся зудом.
У пациентов с повышенным риском развития печёночных осложнений (например, гепатит в анамнезе) перед началом лечения хлорпромазином или другими фенотиазинами необходимо иметь данные об исходном уровне функций печени. При приёме хлорпромазина следует контролировать функцию печени и почек.
При имеющейся у пациента печёночной недостаточности аминазин может вызвать печёночную кому.
Применение аминазина может также приводить к токсико-аллергическим реакциям в виде буллёзного дерматита — редкому и в ряде случаев очень тяжёлому осложнению, которое может характеризоваться как относительно благоприятным течением, так и быстрым ухудшением общего состояния с развитием некрозов, высокой температурой (до 40—41,5 °C), возникновением острой сердечно-сосудистой недостаточности и коматозного состояния с летальным исходом. Некоторые авторы рассматривают буллёзный дерматит как проявление злокачественного нейролептического синдрома, другие расценивают его как самостоятельное тяжёлое осложнение.
При применении хлорпромазина возможны смертельно опасные изменения крови: лейкопения, агранулоцитоз и повышение свёртываемости крови, обусловливающее развитие тромбофлебитов. Наибольшему риску развития агранулоцитоза подвержены больные женского пола в пожилом возрасте, страдающие сопутствующими системными заболеваниями. Клиническая картина этого осложнения формируется очень быстро на 6—8-й неделе лечения, манифестирует в виде симптомов покраснения и изъязвлений в горле, повышения температуры. Уровень смертности при агранулоцитозе высок — около 30 %. Частота развития агранулоцитоза при приёме аминазина — 0,32 %, лейкопении — 10 %. Для предупреждения смертельно опасных осложений необходимо при приёме аминазина постоянно контролировать картину крови, включая определение индекса протромбина.
При возникновении агранулоцитоза требуется немедленная отмена препарата, его спровоцировавшего, и неотложная госпитализация пациента в стационар с созданием условий полного карантина и возможностями интенсивного лечения любого присоединяющегося инфекционного процесса.
В редких случаях приём аминазина может приводить к нефротическому синдрому, эритропении, диспротеинемии, атрофии зрительного нерва, парезу кишок.
Аминазин и другие фенотиазины могут вызывать гиперпролактинемию (повышение уровня гормона пролактина в крови). При терапии фенотиазинами наблюдались показатели пролактина, у мужчин в среднем в 3,2 раза превышавшие исходный уровень, у женщин — в 3,8 раза. Гиперпролактинемия может приводить к снижению полового влечения и нарушению половой функции, аменорее, галакторее, гинекомастии, снижению или отсутствию потенции, бесплодию, развитию остеопороза, возникновению сердечно-сосудистых расстройств, увеличению массы тела, аутоиммунным нарушениям, водному и электролитному дисбалансу, риску развития рака молочной железы, сахарного диабета II типа, опухоли гипофиза. Психические проявления длительной гиперпролактинемии могут включать в себя депрессию, тревогу, раздражительность, нарушения сна, а также повышенную утомляемость, слабость, снижение памяти.
Хлорпромазин может вызывать повышение массы тела и дислипидемию. Последствия ожирения, вызванного нейролептиками, по-видимому, ничем не отличаются от последствий ожирения любой другой этиологии: они включают в себя повышенный риск ишемической болезни сердца, артериальной гипертонии, онкологических заболеваний, сахарного диабета, остеоартроза, апноэ во сне, желчекаменной болезни, инфаркта миокарда и инсульта. Средства для борьбы с ожирением разработаны слабо, основную роль играют диета и физические упражнения.
Отмена хлорпромазина может приводить к синдрому холинергической «отдачи», который может включать в себя гриппоподобные симптомы, бессонницу, возбуждение, спутанность, беспокойство, тревогу, экстрапирамидные расстройства. Следует избегать резкой отмены этого препарата.
Аминазин обладает тератогенным эффектом. У новорождённых при приёме матерями высоких доз аминазина отмечался респираторный дистресс-синдром (синдром новорождённых) — заболевание преимущественно недоношенных детей, связанное с незрелостью лёгочной ткани. Отмечались у новорождённых также и неврологические симптомы (ригидность мышц, тремор, дискинезия, акатизия, слабость, затруднения кормления, недостаточная моторная зрелость), которые относят к проявлениям синдрома отмены.
При приёме аминазина женщиной в период кормления грудью у ребёнка могут наблюдаться такие проявления, как головокружение, летаргия, гинекомастия (у мальчиков), галакторея (у девочек).
Хлорпромазин может нарушать способность управлять движущимися механизмами, нарушать способность водить автомобиль.

## Взаимодействия
Не рекомендован одновременный приём хлорпромазина с леводопой, солями лития, гуанетидином, этанолом, этанолсодержащими препаратами.
Вызываемое хлорпромазином общее снижение активности мозга и его отдельных структур обуславливает усиление угнетающего действия других депрессантов ЦНС. Хлорпромазин усиливает эффект противосудорожных, снотворных препаратов, наркотиков, препаратов для местной анестезии, анальгетиков, анксиолитиков, М-холинолитиков:650—651. Эстрогены усиливают нейролептическое действие препарата; антациды и циметидин снижают его всасывание. Пропранолол повышает концентрацию хлорпромазина в плазме крови.
При сочетании хлорпромазина с пароксетином усиливается действие как хлорпромазина, так и пароксетина. При сочетании с прокарбазином усиливается седативное действие; седативный эффект также усиливается при сочетании со снотворными или седативными средствами:651.
Хлорпромазин не следует назначать больным, получающим сердечные гликозиды, так как он снижает силу действия гликозидсодержащих препаратов. Крайне нежелательно назначение хлорпромазина тем пациентам, которые наряду с сердечными гликозидами получают ртутные диуретики и глюкозу: повышая уровень фибриногена, хлорпромазин создаёт предпосылки к тромбозам, а сердечные гликозиды, ртутные диуретики и глюкоза потенцируют этот эффект.
Сочетанное применение хлорпромазина с ингибиторами ангиотензин-превращающего фермента (ИАПФ) может обусловливать развитие тяжёлой ортостатической гипотонии. Ортостатическую гипотонию также вызывает сочетанное применение хлорпромазина с блокаторами ангиотензиновых АТ1-рецепторов.
Хлорпромазин в высоких дозах препятствует гипотензивному эффекту блокаторов адренорецепторов.
При применении хлорпромазина следует исключить из пищи копчёные колбасы, чтобы предотвратить образование канцерогенных нитрозаминов. Из пищи должны быть исключены также другие копчёности и ветчина, овощи, выращенные с использованием нитратов или нитритов:144—145.
Кофеин, в том числе содержащийся в кофе, чае и др., приводит к замедлению всасывания хлорпромазина. Дубильные вещества, содержащиеся в крепко заваренном и прокипячённом чае, образуют трудно растворимые соединения с хлорпромазином, которые могут приводить к отравлению:146,150.
Хлорпромазин у лиц, употребляющих алкогольные напитки, усиливает действие алкоголя на организм:161.

## В культуре
Упоминается в мини-сериале «Штамм „Андромеда“» и романе-первоисточнике как средство уничтожения пернатых, что является художественной выдумкой. В реальности это обычное применяемое в ветеринарии средство, хотя к животным оно должно применяться практически с теми же предосторожностями, что выше описаны для людей.
Диссидент Владимир Буковский в книге «И возвращается ветер…» в описании своего пребывания в психиатрической больнице рассказывает о применении уколов аминазина как одного из средств «лечения возбудившихся» и называет это наказанием наряду с уколами сульфозина и укрутками в мокрую материю, которая, высыхая, причиняла пациентам страдания.